# 城陽市立久世小学校
城陽市立久世小学校（じょうようしりつ くせしょうがっこう）は、京都府城陽市久世にある公立小学校。

## 概要
城陽市北東部を校区とする小学校である。1969年（昭和44年）4月に寺田小学校と久津川小学校から分離・開校した。開校当初は校舎が完成しておらず、寺田小学校および久津川小学校にて分散授業を行い、同年9月1日（2学期）より久世小学校の校舎にて授業が開始された。
中庭には古墳があり、その古墳域は「久世小学校古墳」として国の史跡に指定されている。

## 沿革
- 1969年4月 - 寺田小学校と久津川小学校から分離し、城陽町立久世小学校開校
- 1972年5月 - 市制施行に伴い、城陽市立久世小学校へ改称
- 1975年4月 - 城陽市立深谷小学校を分離
- 1980年4月 - 障害児学級開設
- 1981年4月 - 中学校の校区を城陽市立城陽中学校から城陽市立東城陽中学校へ変更
- 1989年10月 - 北校舎の大規模改造工事竣工
- 1993年9月 - 南校舎の大規模改造工事竣工
- 2002年3月 - 防犯システム設置
- 2004年3月 - 緊急通報システム設置
- 2005年9月 - 体育館大規模改造・耐震補強工事竣工
- 2008年4月 - AED（自動体外式除細動器）を設置
- 2016年10月 - 中庭の芝ヶ原9号墳が「久世小学校古墳」として国指定の史跡に指定[1]
- 2017年5月 - エアコン設置工事が竣工

## 目指す児童像
明るくたくましい子　　　　　　
みんな仲良く心の美しい子
深く考え進んで実行する子

## 主な進学先
- 城陽市立東城陽中学校

## 久世小学校古墳

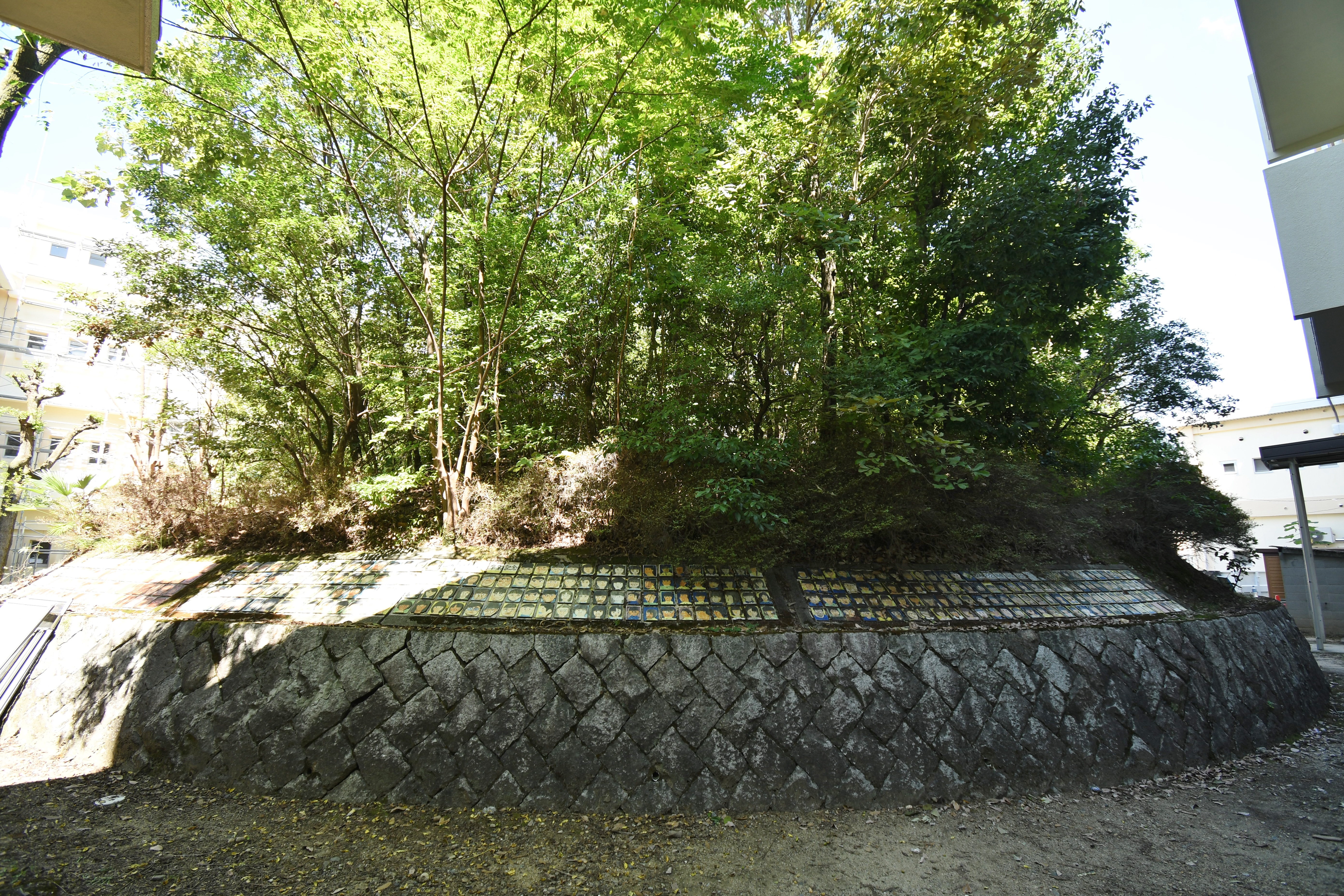
久世小学校古墳

久世小学校古墳（くせしょうがっこうこふん）は、久世小学校の中庭に位置する古墳。形状は円墳。芝ヶ原古墳群（総数13基）を構成する古墳の1つで、「芝ヶ原9号墳」とも。国の史跡に指定されている（史跡「久津川古墳群」のうち）。
墳丘は2段築成で、直径27.5メートル、高さ3.5メートルを測る。墳丘外表では段築平坦面・墳頂に円筒埴輪列が認められるほか、形象埴輪（家形・蓋形・甲冑形・靫形埴輪）、葺石が検出されている。墳丘周囲には周濠の存在が推定されるが、小学校建設の際に削平されているため詳らかでない。埋葬施設は墳頂中央部における木棺直葬で、墓坑からは陶質土器の把手付短頸壺2点が検出されている。これらの出土遺物から、本古墳は古墳時代中期中葉の5世紀中頃の築造と推定される。
古墳域は、2016年（平成28年）10月3日に「久世小学校古墳」として国の史跡に指定されている（史跡「久津川古墳群」のうち）。

## 交通
- 近鉄京都線 久津川駅下車 南東へ約800m
- JR奈良線 城陽駅下車 北へ約600m

## 著名な出身者
- 内海哲也（埼玉西武ライオンズ所属）
- 拳四朗（WBC世界ライトフライ級王者）
- 森岡亮太(ベルギーリーグ所属、サッカー日本代表)

## 通学区域が隣接している学校
- 城陽市立深谷小学校
- 城陽市立寺田小学校
- 城陽市立久津川小学校
- 宇治市立大久保小学校